# Helgoland (Katowice)
Helgoland – osiedle patronackie domów wielorodzinnych (familoków) dawnej huty cynku „Wilhelmina”, powstałych w okresie około 1890–1905 przy ulicy Lwowskiej 15–28 w Katowicach, na terenie dzielnicy Szopienice-Burowiec.
Nazwa osiedla (widoczna już na mapie z 1898) pochodzi od wyspy Helgoland ze względu na jej rzeźbę terenu, gdyż osiedle wznosi się na wysokiej skarpie. Familoki Helgolandu zostały utrwalone w filmach Kazimierza Kutza, a także na obrazach prymitywisty Grupy Janowskiej – Pawła Wróbla. Z Helgolandu pochodził Henryk Bereska – poeta i tłumacz literatury na język niemiecki.
Pierwsza, obecnie nieistniejąca zabudowa kolonii powstała w 1834 roku dla pracowników huty cynku „Wilhelmina”, zaś obecna zaczęła powstawać w latach 90. XIX wieku. Familoki zbudowane są stylu historyzmu ceglanego. W przeszłości za familokami znajdowały się komórki, w których mieszkańcy hodowali zwierzęta gospodarskie. Zostały one wyburzone w latach 60. XX wieku na polecenie władz Katowic. 
Budynki mieszkalne powstały według powtarzalnych projektów, z czerwonej cegły, a każdy obiekt posiadał dwa piętra, spłaszczone dachy i podpiwniczenie. Ustawiono je w rzędach na wzniesieniu, po obydwu stronach drogi (ówczesna Bahnhofstrasse).
Budynki Helgolandu są w zarządzie Administracji Budynków AD3 „Wieczorek” Hutniczo-Górniczej Spółdzielni Mieszkaniowej. Równolegle do osiedla biegnie żółty szlak rowerowy nr 5, a ponadto Helgoland sąsiaduje z kolejowym przystankiem osobowym Katowice Szopienice Południowe.

## Galeria
| - Fragment Helgolandu od strony kolejowego przystanku osobowego Katowice Szopienice Południowe - Familok na wysokiej skarpie, przy wyjściu południowym z przystanku - Ulica Lwowska na wysokości osiedla |